# Mad Professor
Mad Professor, de son vrai nom Neil Fraser, né en 1955 à Georgetown au Guyana, est un des chefs de file du dub anglais depuis le début des années 1980.
Neil Fraser est un petit génie des manipulations électroniques. Il a su très tôt se fabriquer son matériel, ce qui lui vaudra son nom de scène Mad Professor. À l'âge de neuf ans, il construit une radio. C'est là une des caractéristiques des "dubbers" : l'amour du fer à souder ; en particulier celle de King Tubby, le père du dub.
Arrivé à Londres à 13 ans, il continue ses expérimentations et s'achète un magnétophone à bande semi-professionnel, puis de plus en plus d'équipements. L'année suivante, il fait ses premières incursions dans le dub.

## Le studio Ariwa
Au fil des années, son studio "Ariwa" (du mot Yoruba "communication") continue d'évoluer. Le label de production et d'enregistrement du même nom est créé en 1979. Tous deux sont situés dans le quartier de Thornton Heath de Londres, mais le studio Ariwa déménage en 1980 pour le quartier de Peckham. Mad Professor réalise 4 ans après que la réputation de ce quartier lui fait perdre de la clientèle, et le studio fait alors un bref retour à son adresse originelle avant de s'établir dans le quartier de South Norwood dans Whitehorse Lane, où il se situe toujours actuellement.

## Enregistrements
Mad Professor a enregistré avec de nombreux artistes d'Angleterre et de Jamaïque, parmi lesquels Jah Shaka, Buju Banton, Pato Banton, Johnny Clarke, Lee 'Scratch' Perry et Horace Andy. Ses styles musicaux vont du reggae roots au dub, en passant par le lover's rock. Mais il est surtout connu pour ses albums de dub, en particulier sa série des Dub me crazy dont le premier opus sort en 1981.
En 2000, il sort l'album Marseille-London Experience avec les Occitans du Massilia Sound System.
Il collabore également avec le groupe turc Baba Zula, avec qui il enregistre en 2003 "Psychebelly Dance Music" (Ruhani Oyun Havaları) (Doublemoon records), et en 2005 "Duble Oryantal" (Doublemoon records).
Il continue de sortir des albums et de donner des concerts dans le monde entier.

## Remixes
Mad Professor a également remixé des artistes étrangers en reggae, comme Massive Attack (il créera No Protection la version dub de l'album Protection), Massilia Sound System (Marseille London Experience) ou le groupe punk The Ruts.
Parmi ses remixes:
- The long voyages par le producteur Hector Zazou, avec Suzanne Vega et John Cale
- Love is stronger than pride de Sade